# Сан Ђузепе дела Кјуза
Сан Ђузепе дела Кјуза је насеље у Италији у округу Трст, региону Фурланија-Јулијска крајина.
Према процени из 2011. у насељу је живело 405 становника. Насеље се налази на надморској висини од 159 м.